# ایست هام
latitudeایست هامlongitudeایست هام
ایست هام (به انگلیسی: East Ham) یک شهرک در بریتانیا است که در منطقه نیوهام لندن واقع شده‌است.